# Walter Besant
Pour les articles homonymes, voir Besant (homonymie).
Walter Besant né le 14 août 1836 à Portsmouth et mort le 9 juin 1901 à Hampstead en Londres est un écrivain anglais, frère de William Henry Besant (en) et beau-frère d'Annie Besant.

## Biographie
Fils d'un marchand de Portsmouth, Walter Besant fit ses études au King's College de Londres puis au Christ's College de l'université de Cambridge. Il enseigna un temps les mathématiques dans diverses grammar schools en Grande-Bretagne et à Maurice.
Il publia son premier essai en 1868 Studies in Early French Poetry. Il travailla ensuite en collaboration avec James Rice (en).
En 1874, il épousa Mary Garrat Foster Barham (âgée alors de 24 ans). Ensemble, ils eurent quatre enfants. À cette famille immédiate, vint souvent s'ajouter son neveu, Digby Besant, fils de son frère et de sa belle-sœur Annie Besant. Le couple était séparé ; le père avait la garde du fils mais il s'en occupait fort peu. Aussi, Digby passait beaucoup de temps chez son oncle.
Il fut très engagé dans la création de la Society of Authors en 1884. De même, il était trésorier de l’Atlantic Union qui promouvait les amitiés anglo-américaines.

### Œuvres

#### Fiction
- The Alabaster Box. 1900.
- Alfred. 3 rd ed. 1899.
- All in a Garden Fair. 3 vols. 1883.
- All Sorts and Conditions of Men. 3 vols. 1882.
- Armorel of Lyonesse. 3 vols. 1890.
- The Bell of St. Paul's. 3 vols. 1889.
- Beyond the Dreams of Avarice. 1895.
- Blind Love. By Wilkie Collins, complété et préfacé par W. Besant. 3 vols. 1890.
- By Celia’s Arbour: A tale of Portsmouth town. avec James Rice. Réédition de The Graphic. 3 vols. 1878.
- The Captains' Room etc.. 3 vols.
- The Case of Mr. Lucraft and other tales. By the authors of Ready Money Mortiboy (with James Rice). 2 vols. 1876.
- The Changeling. 1898.
- The Chaplain of the Fleet. avec James Rice 3 vols. 1881.
- Children of Gibeon. 2d ed. 3 vols. 1886.
- The City of Refuge. 3 vols. 1896.
- Dorothy Forster. 3 vols. 1884.
- Doubts of Dives.
- A Five Years' Tryst and other stories. 1902.
- For Britain's Soldiers. par W.L. Alden, Sir W. Besant etc., avec une péeface by C.J.C. Hyne. 1900.
- For Faith and Freedom. 3 vols. 1889.
- A Fountain Sealed. 1897.
- The Fourth Generation. 1900.
- The Golden Butterfly. avec James Rice. 3 vols. 1876.
- Herr Paulus. 3 vols. 1888.
- The Holy Rose &c. 1890.
- In Deacon's Orders &c. 1895.
- The Ivory Gate. 3 vols. 1893.
- The Lady of Lynn. 1901.
- The Master Craftsman. 2 vols. 1896.
- The Monks of Thelema. avec James Rice. 3 vols. 1878.
- My Little Girl. By the authors of Ready-money Mortiboy. avec James Rice.  3 vols.  1873.
- No Other Way. 1902.
- The Orange Girl. 1899.
- Ready-Money Mortiboy. Repris de Once A Week  avec James Rice. 3 vols. 1872.
- The Rebel Queen. 3 vols. 1893.
- The Revolt of Man. 1882.
- St. Katherine's by the Tower. 3 vols. 1891.
- The Seamy Side. avec James Rice. 3 vols. 2nd. ed. 1880.
- The Ten Years' Tenant and other stories. avec James Rice. 3 vols.
- This Son of Vulcan. By the authors of Ready-Money Mortiboy. avec James Rice. 3 vols. 1876.
- To Call Her Mine &c. 1889.
- "Twas in Trafalgar's Bay" and other stories. avec James Rice. 2nd ed. 1879.
- Uncle Jack &c. 1885.
- Verbena, Camellia, Stephanotis, &c. 1892.
- With Harp and Crown. By the authors of “Ready-Money Mortiboy.” avec James Rice. 3 vols. 1875.
- The World Went Very Well Then. 3 vols. 1887.

#### Omnibus
Novels by W.B. and James Rice. Library ed. 10 vols. 1887–88. : Ready-Money Mortiboy, This Son of Vulcan, With Harp and Crown, The Golden Butterfly, By Celia’s Arbour, The Seamy Side, The Chaplain of the Fleet, The Case of Mr. Lucraft and Other Tales, ‘Twas in Trafalgar’s Bay and Other Stories, The Ten Years’ Tenant and Other Stories

#### Théâtre
- The Charm and other drawing-room plays. avec W. Pollock. 1896.

#### Essais
- Studies in Early French Poetry. 1868.
- "The Amusements of the People", Contemporary Review 45 (1884): 342-53.
- William Tuckwell, Art and hand work for the people, being three papers read before the Social Science Congress, Sept. 1884. par W.T., C. G. Leland, et W. Besant. Manchester, 1885.
- The Art of Fiction: A Lecture Delivered at the Royal Institution on Friday Evening, April 25, 1884.  1884. New ed., 1902.
- As we are and as we may be. 1903.
- Autobiography. Avec une préface de S. Squire Sprigge. Hutchinson, 1902.
- 'Bourbon' journal, August 1863. 1933.
- Captain Cook. English Men of Action. 1890.
- Constantinople. A sketch of its history from its foundation to its conquest by the Turks in 1453. par W.J.B. et Walter Besant. 1879.
- Essays and Historiettes. 1903.
- The Eulogy of Richard Jefferies. 1888.
- Fifty Years Ago. 1888.
- The French Humourists from the 12th to the 19th century. 1873.
- Gaspard de Coligny. The New Plutarch. 1879. New ed. 1894.
- Jerusalem, the City of Herod and Saladin. par W.B. et E.H. Palmer. 1871.
- The Life and Achievements of Edward Henry Palmer. 1883.
- The Pen and the Book. 1899.
- "The People’s Palace", Contemporary Review 51 (1887): 226-33.
- The Queen’s Reign and its commemoration. 1897.
- Sir Richard Whittington, Lord Mayor of London. avec James Rice. The New Plutarch. 1881. New ed. 1894.
- The Story of King Alfred. [1912].

#### Londres
- East London. 1901.
- Early London: prehistoric, Roman, Saxon, and Norman. 1908.
- Holborn and Bloomsbury. With G. E. Mitton (en). Fascination of London series. 1903.
- London. 1892.
- London. City. 1910.
- London in the Eighteenth Century. 1902.
- London in the Nineteenth Century. 1909.
- London in the Time of the Stuarts. 1903.
- London in the Time of the Tudors. 1904.
- London, North of the Thames. 1911.
- London, South of the Thames. 1912.
- Medieval London. 2 vols. 1906.
- Shoreditch and the East End. With others. Fascination of London series. 1908.
- South London. 1899.
- The Strand District. With G. E. Mitton. Fascination of London series. Repr. with corrections. 1903.
- The Thames. Fascination of London series. 1903.
- Westminster. 1895.